# Ehrenorden der Palme

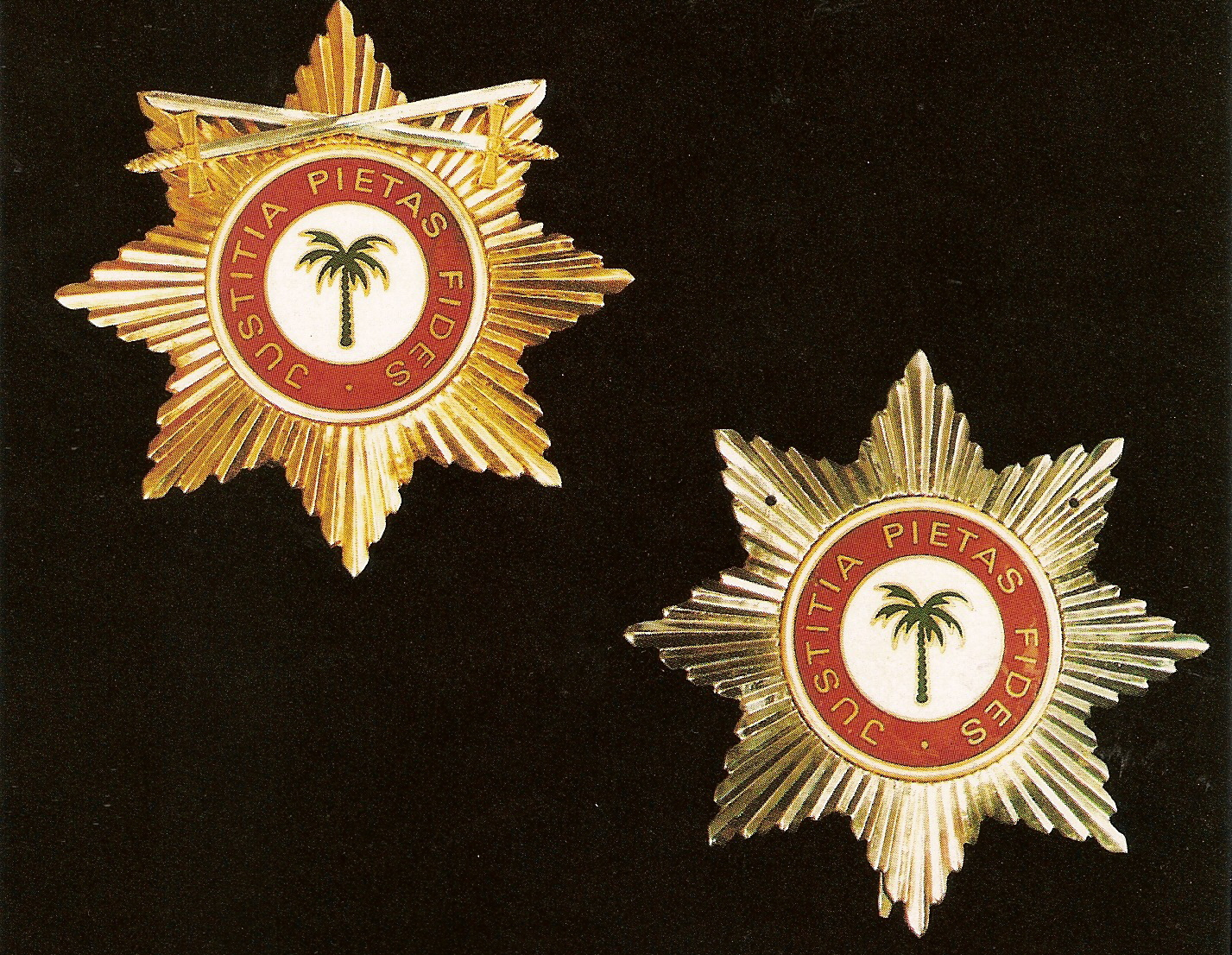
Der Ehrenorden der Palme für Träger der Großschärpe- kreuz (Militär)- und Ehrenorden der Palme für Träger des Großoffiziers

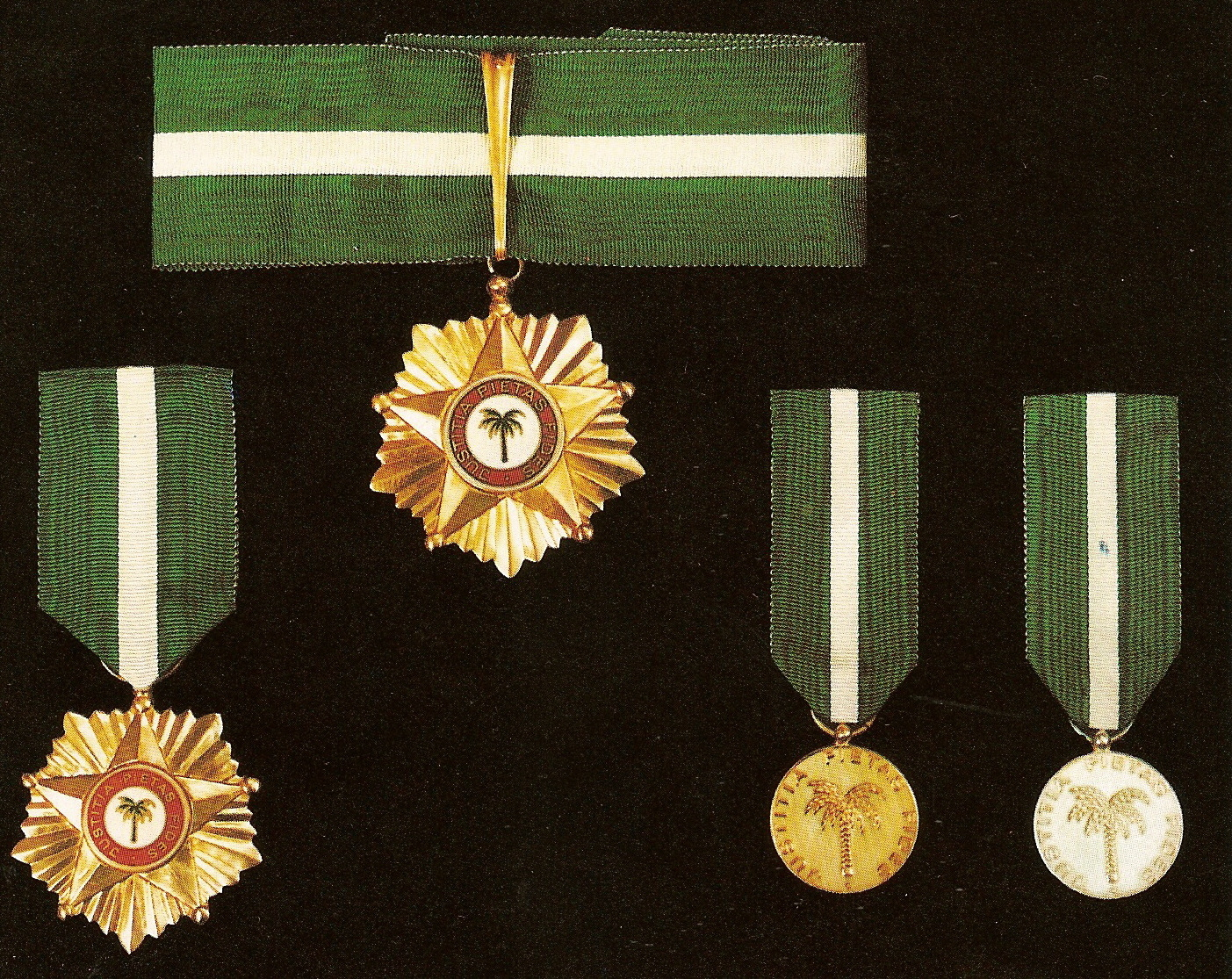
Der Ehrenorden der Palme und Ehrenmedaille der Palme in Gold und Silber

Der Ehrenorden der Palme (niederländisch: Ere-Orde van de Palm) ist eine militärische und zivile Auszeichnung der Republik Suriname. Er wird an Surinamer und Ausländer für besondere Verdienste in Suriname verliehen.

## Geschichte
Der Ehrenorden wurde zur Unabhängigkeit von Suriname am 25. November 1975 eingeführt und ersetzte den niederländischen Orden von Oranien-Nassau. Der Präsident von Suriname ist der Großmeister des Ordens.

## Ordensklassen
- Großkreuz (Grootlint), mit Schärpe
- Großkomtur (Grootofficier), mit Halsband
- Kommandeur (Commandeur)
- Offizier (Officier)
- Ritter (Ridder)

## Insignien
Das Abzeichen des Ordens besteht aus einem fünfzackigen goldenen Stern mit einem Medaillon in der Mitte. Das weiße Medaillon mit dem Bild einer Palme wird von einem roten Band umfasst. Auf dem roten Band steht der Wahlspruch „JUSTITIA - PIETAS - FIDES“ (Gerechtigkeit, Frömmigkeit, Treue) in goldenen Buchstaben. Die militärische Sparte hat gekreuzte Schwerter auf dem Stern.
Die Ordensbänder sind grün mit einem weißen Mittelstreifen.

## Ordensverleihungen 2015
Am 17. November 2015, kurz vor dem 40. Unabhängigkeitstag von Suriname wurden vom Präsidenten Bouterse im Garten des Präsidentenpalais in Paramaribo an 157 Zivilisten für ihre außergewöhnlichen Beiträge für die Entwicklung des Landes Ehrenorden der Palme in den verschiedenen Klassen verliehen. Ebenfalls im November 2015 wurden 79 Militärs und 36 Polizeibeamte mit dem Ehrenorden der Palme dekoriert.